# بام! انترتنمنت
بام! انترتنمنت (بالإنجليزية: BAM! Entertainment)‏ ، هي شركة ألعاب فيديو أمريكية، أسست الشركة عام 1999م وتوقف نشاطها نهائياً عام 2004م.

## وصلة خارجية
- بام! انترتنمنت في قاعدة بيانات الأفلام على الإنترنت